# North Dundas
Pour les articles homonymes, voir North Dundas (homonymie) et Dundas.
North Dundas est un canton de l'Ontario au Canada. North Dundas fait partie des comtés unis de Stormont, Dundas et Glengarry. Le canton est créé le 1er janvier 1998 en étant la réunion de Mountain et de Winchester.

## Personnalités
Larry Robinson vedette de hockey sur glace des années 1970 et 1980 est né à Winchester. Matt Carkner, un autre joueur de hockey, est également né à Winchester.
L'haltérophile d'origine anglaise George F. Jowett est mort à Winchester en 1969 .

## Démographie
| 2001   | 2006   | 2011   | 2016   |
| ------ | ------ | ------ | ------ |
| 11 014 | 11 095 | 11 225 | 11 278 |